# 1941 en chimie
Cet article présente les faits marquants de l'année 1941 en chimie.

## Évènements
- 28 mars : les physiciens de l'Université de Californie Joseph Kennedy, Glenn Seaborg et Emilio Segrè démontrent que le plutonium est « fissile » et peut être utilisé pour produire des bombes[1]. Glenn T. Seaborg poursuit les travaux de McMillan en créant des nouveaux noyaux d'atomes grâce à la méthode de capture des neutrons et ensuite par des réactions nucléaires[2].
- 29 juillet : les chimistes britanniques John Rex Whinfield (en) et James Tennant Dickson demandent un brevet pour le polytéréphtalate d'éthylène (PET) mis au point dans les laboratoires de la Calico Printers Association à Manchester[3].

## Prix
- ACS Award in Pure Chemistry : Karl August Folkers[4]
- Médaille Priestley : Thomas Midgley Jr.[5],[6],[7]
- Médaille Davy : Henry Drysdale Dakin pour son travail pionnier dans la recherche biochimique et surtout en raison de ses contributions fondamentales à l'étude du métabolisme intermédiaire[8],[9].
- Médaille William-H.-Nichols : Linus Pauling[10]

## Naissances
- 7 janvier : John Ernest Walker, chimiste et biologiste britannique, prix Nobel de chimie en 1997.
- 28 avril : K. Barry Sharpless, chimiste américain, prix Nobel de chimie en 2001.
- 20 mai : André Bandrauk, professeur et chimiste canadien.
- 1er juillet : Alfred G. Gilman, biochimiste américain, prix Nobel de physiologie ou médecine en 1994.
- 14 juillet : Gérard Férey, chimiste français.
- 17 octobre : Howard Alper, chimiste et professeur canadien.
- 30 novembre : Ford Doolittle, biochimiste américain.

## Décès
- 1er février : Auguste Béhal (né en 1859), chimiste français.
- 8 juin[11] : Daniel Vorländer (né en 1867), chimiste allemand.
- 14 août : Paul Sabatier (né en 1854), chimiste français.
- 18 novembre[12] : Walther Hermann Nernst (né en 1864), physicien et chimiste, prix Nobel de chimie en 1920[13].